# Krraba

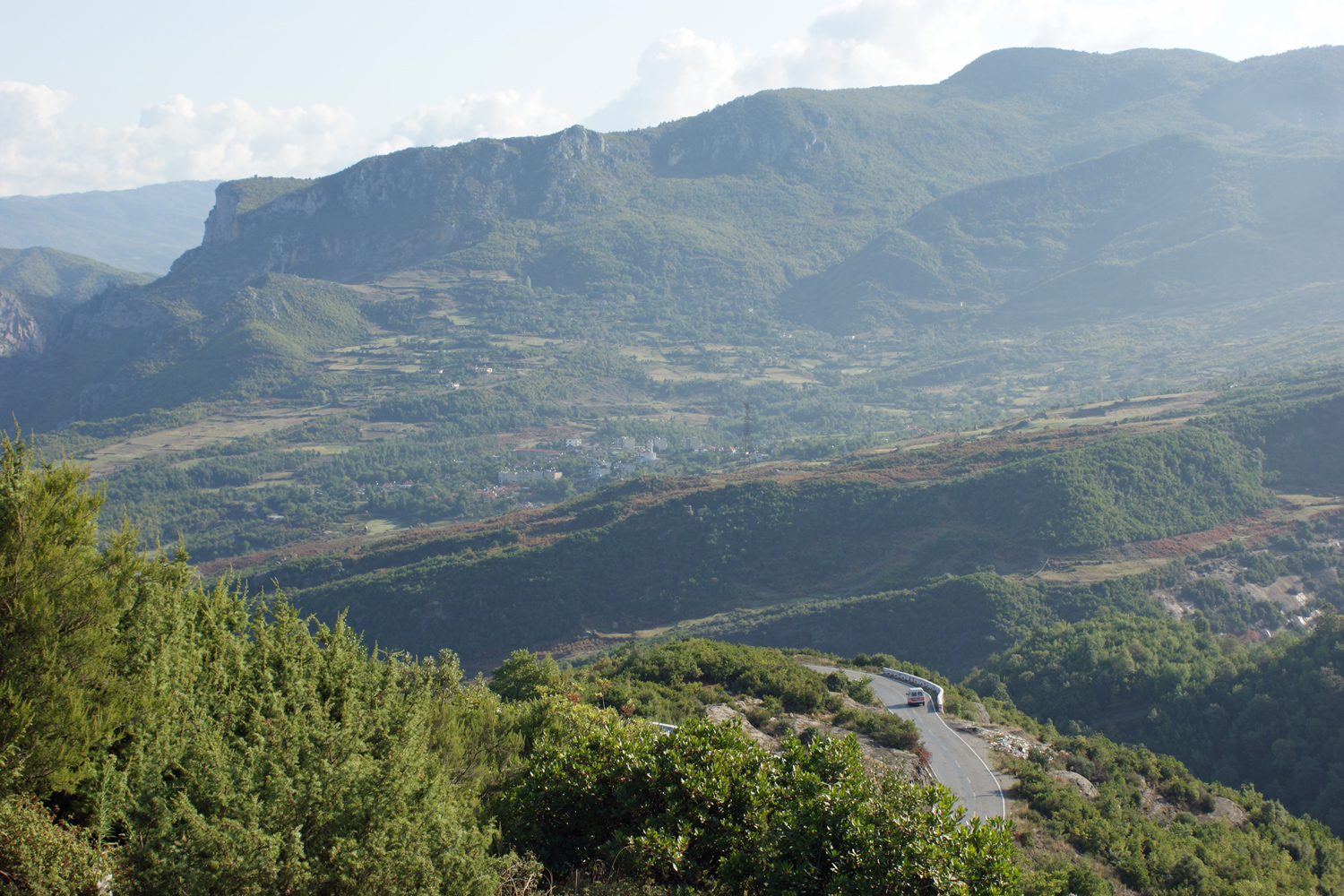
Blick Richtung Osten auf Krraba (Bildmitte) und Skuterra (unterhalb des Bergzugs)

Krraba (albanisch auch Krrabë sowie Kërraba resp. Kërrabë) ist ein Dorf im Qark Tirana in Mittelalbanien. Der Ort in der Gemeinde Tirana liegt rund 20 Kilometer südlich von Tirana.
Krraba ist eine Njësia administrative innerhalb der Bashkia Tirana. Dazu gehören auch die Nachbardörfer Mushqeta und Skuterra. Alle drei Orte haben 2.023 Einwohner (Volkszählung 2023).Bis 2015 war Krraba eine eigenständige Gemeinde (komuna). Im Jahr 2011 hatte sie 2343 Einwohner.
Krraba liegt in den nach ihr benannten Hügeln Kodrat e Krrabës südlich der Hauptstadt Tirana abgelegen an einem Berghang zwischen 360 und 460 m ü. A. Über dem Ort erhebt sich der 1091 m ü. A. hohe Mali i Kalasë, Teil des Randgebirges, das parallel zur albanischen Küste verläuft. Nahe dem Orte fließt ein linker Zufluss des Erzen.
Krraba ist als Bergarbeitersiedlung groß geworden. Rum um den Ort wurde Braunkohle gefördert, die wenig energetischen Wert hat. Der Abbau begann schon in bescheidenem Umfang um 1935, wurde danach unter den Kommunisten forciert, als rund 800 Arbeiter in den Minen beschäftigt waren. Zusammen mit Valias nordwestlich von Tirana, der zweiten Lagerstätte des Tirana-Beckens, bildete Krraba die wichtigste Kohleförderregion Albaniens. In den 1990er Jahren ist die Produktion stark zurückgegangen und spätestens im Jahr 2000 komplett eingestellt worden.
Durch Mushqeta, das vom Ort Krraba durch eine tiefe Schlucht getrennt wird, führt die Nationalstraße SH3, die Tirana über den Krraba-Pass mit Elbasan verbindet. 2013 wurde zudem der Krraba-Tunnel als Teil der A3 eröffnet, der die Fahrtzeit zwischen Tirana und Elbasan verkürzen wird. Sein Nordportal befindet sich südwestlich des Dorfes Krraba.